# Mini Mine Train (Six Flags Over Texas)
Mini Mine Train sont des montagnes russes hybrides de type train de la mine pour enfants situées dans le parc Six Flags Over Texas à Arlington au Texas. Les rails sont en métal et la structure en bois, il s'agit donc de montagnes russes hybrides. Elles sont construites juste à côté du modèle pour adulte Mine Train, un train de la mine. L'attraction a ouvert en 1969].
L'attraction a été modifiée en 1997 afin de faire de la place à l'attraction Mr. Freeze.